# Laurino Justiniano Douetts
Laurino Justiniano Ferreira Douetts (Jardim, 31 de dezembro de 1847 — Vitória de Santo Antão, 26 de junho de 1911) foi sacerdote católico e político brasileiro. Foi, por três mandatos, intendente municipal (prefeito) de Triunfo e esteve envolvido em disputas políticas.

## Biografia

### Juventude
Era filho de Maria Teresa de Jesus Douetts e do capitão Leonardo José Douetts, natural de Umari, na época distrito de Icó, cujo avô, Joseph Aleth Doullétte, de origem francesa, fazia parte de uma comunidade de jesuítas em Pernambuco, quando o Marquês de Pombal expulsou a Companhia de Jesus do império português. Muito moço e sem ter-se ligado ainda por votos ou ordens sacras, conseguiu evadir-se, e refugiou-se em Umari, onde constituiu família, e, ainda hoje, ali existem muitos de seus descendentes, como os netos de José Ferreira de Barros Douétts (José da Várzea), nascido em 1866, casado com Vicência Claudina de Jesús Rolim, em 1890, ambos os fatos, acontecidos em Umari. Ali, vendo a dificuldade com que eram conduzidos os cadáveres para ser sepultados no Cemitério do Icó, animou a ideia da construção de uma igreja, pondo-se à frente deste empreendimento. Assim foi que se construiu a Matriz de São Gonçalo, sede da atual freguesia de Umari.
Laurino foi batizado em princípios de 1848 pelo padre Antônio Manuel de Sousa, cognominado "Benze-Cacetes". Desde os seus primeiros dias de vida, o capitão Douetts e sua esposa concordaram em separar o primeiro filho para o sacerdócio, costume já consagrado na linhagem do seu avô jesuíta.
Em 1856, a familia mudou-se para a cidade de Icó e Laurino estudou suas primeiras letras com o padre Joaquim Antônio dos Santos, primeiro padre e também filho de Umari. Em 1858, seu pai, como criador de gado que era, comprou terras na região de Sousa, no estado da Paraíba, e para lá se transferiu com toda a familia. Ali, sob a direção do pe. Tomás de Aquino, tanto adiantou-se nas letras, principalmente em latim, que, entrando para o Seminário de Fortaleza no começo de 1868, concliu em seis anos os estudos.

### Vigário de Cascavel e de Sousa
Recebeu o presbiterato das mãos do de D. Luís Antônio dos Santos, bispo do Ceará, em 30 de novembro de 1873. Em março do ano seguinte, foi nomeado vigário da paróquia de Cascavel, da qual tomou posse em 19 de março de 1874, e, além de pároco, exerceu o cargo de inspetor escolar. Ali passou em companhia da família, a qual mandara buscar, a grande seca de 1877-1879. Neste período começou a sentir incômodos de saúde. Seu pai então, de volta a Sousa, convenceu o vigário de lá, José Antônio Marques da Silva Guimarães, a procurar fazer dele seu coadjutor.
Douetts assumiu em Sousa como pró-pároco e regia conjuntamente Sousa, Pombal e São José de Piranhas. Como o pe. Guimarães já se encontrava em idade avançada, era Douetts quem ministrava todas as cerimônias e sacramentos da igreja. Dois anos mais tarde, tornou-se titular da paróquia, condição que se negou a assumir, porém, até 1888, quando faleceu o pe. Guimarães. Todavia, no mesmo ano, foi convidado pelo amigo e ex-professor do seminário, então bispo D. João Esberard, para assumir a paróquia de Triunfo, sendo empossado em 1889. Para lá, levou suas duas irmãs: Leonor e Maria.

### Atividade política
Proclamada a república, Douetts fundou o Partido Católico de Triunfo, em oposição ao novo regime. Em 1890, assumiu a intendência municipal. Sua postura rígida contra o comportamento dos políticos da região, trouxeram o descontentamento da classe política local. O povo da freguesia, profundamente católico, acompanhava, como de se esperar, o seu pároco. Era preciso fazê-lo sair. Então, durante as eleições municipais, em setembro de 1891, tramou-se a sua deposição ou a sua morte. Avisado em tempo, Douetts deixou a cidade pela madrugada, e no Riacho do Navio reuniu e armou seiscentos homens. Acostou-se a ele o coronel Antônio Gomes Correia da Cruz, deputado, levando consigo mais seiscentos. À frente de mais de 1.200 sertanejos bem armados, marchou sobre Triunfo, avançando por Flores, Floresta, e Serra Talhada, em desafio aberto ao governo.
Os chefes opositores cederam. Mandaram chamar em Serra Talhada o cônego Joaquim Antônio de Siqueira Torres, o qual indo ao encontro do padre Douetts convenceu-o a aceitar o acordo que lhe ofereciam. Lavraram-se novas atas e o vigário formou com os seus a maioria do Conselho Municipal, tomando a presidência. No ano seguinte (1892) foi mais uma vez eleito prefeito. Exercia este cargo, quando Barbosa Lima decretou a dissolução de todos os conselhos municipais do estado. O vigário de Triunfo compreendeu que a resistência a mão armada não condizia com seu caráter sacerdotal, aconselhando a seus amigos uma postura pacífica. Não sendo atendido, deixou o governo municipal e foi ao Recife. Na sua ausência, os coronéis Cruz e Loureiro rechaçaram setenta praças, que o governador mandara para os prender. No Recife o vigário Douetts foi acusado de ter ido comprar munições para os revoltosos. Assim, foi mandado à prisão, onde esteve sete dias quase incomunicável, sendo solto por protestos de Dom João Esberard. Em Triunfo, ao saber da prisão do irmão, Maria de Jesus Douetts (Mariquinha), fez promessa que, sendo solto o padre Laurino se entregaria a vida monástica, dedicando-se como beata na casa da caridade daquela cidade, fato que ocorreu até seu falecimento, como segunda madre superiora. Após a sua libertação, ficou mais alguns dias no Recife e, a pedido do bispo geral, entregou a paróquia, que sucedido foi por Manuel Félix de Moura. o bispo ainda o convenceu a sair da vida política.
Voltou ao Ceará, nessa época, em visita a seus irmãos Adelino e Domiciano, pai de José Ferreira de Barros Douétts, em Umari, e tomou conhecimento dos eventos ocorridos em Juazeiro do Norte envolvendo o seu amigo e colega de seminário padre Cícero Romão Batista, que, ao ministrar a missa, presenciou a hóstia transformar-se em sangue na boca da beata Maria de Araújo. Ouviu dos demais amigos e padres sobre o "milagre" e também atestou perante a junta de padres que apurou o caso que não era fraude. Esteve com o pe. Cícero por três meses e depois voltou para Triunfo. Esse apoio ao pe. Cícero lhe renderiam alguns desconfortos dentro da alta hierarquia da Igreja.

### Últimos anos
Por fortes instâncias de Dom João Esberard, aceitou a paróquia Bezerros, no estado de Pernambuco, e tomou posse em 4 de outubro de 1892. Alí esteve na virada do século, até o ano de 1908, quando a convite do governador do bispado, monsenhor Marcolino do Amaral, assumiu a paróquia de Vitória de Santo Antão, em 27 de setembro do dito ano. Em 9 de outubro, recebeu o título honorífico de monsenhor. Seus anos em Vitória de Santo Antão foram de integral dedicação aos ofícios da igreja, tendo ali falecido aos 63 anos, de congestão cerebral.